# Зыбин, Юрий Петрович
Ю́рий Петро́вич Зы́бин (1900, Саратов — 1980, Москва) — советский учёный в области обувного производства, доктор технических наук, профессор. Заслуженный деятель науки и техники РСФСР.

## Биография
Юрий Петрович Зыбин родился в 1900 году в Саратове в семье архитектора Петра Митрофановича Зыбина. С 18 лет работал сапожником, затем окончил Саратовское первое Александро-Мариинское реальное училище, после чего работал инструктором сапожного ремесла в ремесленном училище и военно-профессиональной школе. В 1922 году поступил в Саратовский политехнический институт, но не окончив его переехал в Москву и продолжил обучение на инженерном факультете Московского химико-технологического института (МХТИ), который окончил в 1927 году. Ещё будучи студентом, в 1924 году опубликовал первую научную статью. Тогда же начал работать — на кожевенном заводе имени Тельмана, где Зыбиным была создана лаборатория химических и физико-механических испытаний кожи и опытная установка, и на заводе «Серп и Молот», где он где он разработал новый клей для приводных ремней.
После окончания института поступил во внештатную аспирантуру и одновременно работал на обувной фабрике Московского кожтехникума. В 1929 году перешёл в штатную аспирантуру Московского химико-технологического института, где принимал активное участие в превращении созданного за год до этого обувного отделения в самостоятельную кафедру технологии обуви. В конце 1929 года был направлен на стажировку в Германию, где изучал преподавание технологии и моделирование обуви, по возвращении на родину в 1930 году начал читать курс лекций по данной теме в Московском институте лёгкой промышленности (ныне — Российский государственный университет имени Косыгина, в который к тому времени перешла кафедра технологии обуви. В 1930-х годах С 1932 по 1971 годы (с перерывом на 1938—1942) возглавлял кафедру.
Начиная с 1930-х годов сотрудничал с московской обувной фабрикой «Парижская коммуна», где к тому времени также трудился его брат Владимир. По лекциям и учебникам Юрия Петровича Зыбина также учились многие инженеры «Парижской коммуны». В 1940-е годы группа, изучавшая потери рабочего времени закройщиков фабрики, вела работу совместно с бригадой Центрального научно-исследовательского института кожевенной промышленности под руководством Юрия Петровича. В 1940 году вступил в коммунистическую партию. Во время Великой Отечественной войны не был призван в армию из-за сильной близорукости, однако, благодаря тому, что был одним из руководителей производства обуви для действующей армии, получил звание полковника.
С 1945 года входил в Комитет по Государственным премиям в области науки и техники, с 1947 года был председателем экспертной комиссии. С 1957 года член её секции легкой промышленности. Под руководством Ю. П. Зыбина и В. М. Сотникова преподаватели и сотрудники возглавляемой Зыбиным кафедры Я. . Жуковская, В. М. Ключникова и Н. З. Майорова) разработали и изготовили обувь, в которой совершил полет первый в мире космонавт Юрий Алексеевич Гагарин. С 1963 года член экспертной комиссии по легкой промышленности Высшей аттестационной комиссииа, с 1967 года член её президиума. В течение нескольких лет принимал участие в работе Тexнического совета Министерства легкой промышленности СССР. Имел звание профессора. Принимал активное участие в переводе системы размеров обуви в СССР на метрическую систему. 
Скончался в Москве в 1980 году.

## Научная и преподавательская деятельность
Юрий Петрович Зыбин написал и опубликовал 16 учебников, которые использовались не менее, чем в 12 вузах СССР. Подготовил 6 докторов наук и около 50 кандидатов наук. С 1924 по 1970 годы опубликовал 189 статей.

## Награды
- Почётное звание заслуженного деятеля науки и техники РСФСР (1966)[1][2].
- Орден Трудового Красного Знамени[2].
- Несколько медалей[2].

## Избранная библиография

### Учебники, учебные пособия
- Конструирование изделий из кожи : учебник / Ю. П. Зыбин, В. М. Ключникова, Т. С. Кочеткова, В. А. Фукин. — М.: Легкая и пищевая промышленность, 1982. — 264 с.
- Зыбин Ю. П. Технология изделий из кожи/Зыбин Ю. П., Анохин Д. И., Гвоздев М. Ю., Калита А. Н., Ключникова В. М., Островитянов Э. М. Учебник для студентов вузов легкой пром-сти. М.: Легкая индустрия, 1975. — 464 с.
- Зыбин, Ю. П. Конструирование изделий из кожи [Текст] : учеб. для вузов / Ю. П. Зыбин [и др.]; под ред. Ю. П. Зыбина. — М. : Легкая и пищевая промышленность, 1982. — 264 с.
- Зыбин Ю. П. История развития конструкции обуви: учеб. пособие. М.: МТИЛП, 1977.- 168 с.
- Зыбин Ю. П. Материаловедение изделий из кожи. М.: Легкая индустрия, 1968.

### Избранные статьи
Зыбин, Ю. П. Об одной исторической эпохе в развитии конструкции русской обуви [Текст] // Известия вузов. Технология легкой пром-ти. — 1961. — № 4. — С. 107 −110
Бастов, Г. А. Проектирование плоских заготовок верха обуви из термопластических материалов при изготовлении их способом тиснения [Текст] / Г. А. Бастов, Т. В. Козлова, Ю. П. Зыбин // Известия вузов. Технология легкой промышленности. — 1981. — № 4. — С. 88-90.